# Маргарита (коктейль)
«Маргари́та» (исп. Margarita — «маргаритка») — алкогольный коктейль на основе текилы с ликером и соком лайма. Входит в число официальных коктейлей Международной ассоциации барменов (IBA), категория «Современная классика» (англ. Contemporary classics), ранее входил в категорию аперитивов («Pre-dinner»). Один из самых потребляемых в мире коктейлей, наиболее известный и популярный из коктейлей на основе текилы, и, возможно, один из самых первых таких коктейлей. Из-за кислого вкуса относится к группе коктейлей сауэр.

## Происхождение
Коктейль латиноамериканского происхождения, появление датируется примерно промежутком между 1936 и 1948 годами. Существует много версий о его появлении, практически во всех фигурирует женщина с именем Маргарита. Одна из самых популярных версий называет создательницей коктейля Маргариту Сеймз, смешавшую коктейль из текилы, французского апельсинового ликёра «Куантро» и сока лайма в 1948 году в Акапулько на приеме, где коктейль понравился Томми Хилтону — владельцу сети отелей Hilton; Хилтон распространил этот рецепт в барах и ресторанах своих гостиниц.
В некоторых районах Мексики традиционным считается коктейль, в состав которого входит не ликёр «Куантро», а травяной ликёр «Damiana», главным компонентом которого является растение Тёрнера раскидистая (Дамиана, Turnera diffusa) — афродизиак, которым нередко пользовались индейцы майя.

## Приготовление
Коктейль состоит из текилы, апельсинового ликёра «Куантро» (или заменителя «трипл-сек») и сока лайма (или лимона) и льда. Соотношение текилы, ликёра и сока колеблется в широких пределах — 2:1:2, 2:1:1, 3:2:1, 3:1:1 и 1:1:1. «Исторически верным» считается именно 2:1:2, такая пропорция более гармонична на вкус и в ней не ощущаются отдельные компоненты коктейля. Компания «Куантро» считает «оригинальной» пропорцию 2:1:1.
Состав коктейля по IBA:
- 50 мл текилы
- 20 мл «Куантро»
- 15 мл свежевыжатого сока лайма

Все компоненты смешиваются в шейкере со льдом, после чего коктейль фильтруется от льда, мякоти цитрусовых (лайма). Для фильтрования используется метод дабл-стрейн — то есть при переливании коктейля в бокал напиток фильтруется стрейнером и ситом одновременно, чтобы исключить попадания мякоти лайма и кусочков льда в бокал. Подаётся в бокале «Маргарита», края которого украшены солью.

## Разновидности
Классический коктейль «Маргарита» имеет множество вариантов. Заменяя апельсиновый ликёр «Куантро» на ликёры разных вкусов и цветов (или же добавляя их к «Куантро»), получают разновидности коктейля «Маргарита» — «голубую» (с ликёром кюрасао), персиковую, клубничную, ананасовую и т. д. Взбивая ингредиенты с дробленным льдом в миксере, получают «замороженную Маргариту». Коктейль со всеми ингредиентами, кроме ликера, именуется Skinny Margerita («Тощая Маргарита»). Добавляя в готовый коктейль поставленную вверх дном бутылку пива бренда Corona, получают коктейль «Коронарита».

## Интересные факты
В «Книге рекордов Гиннесса» зафиксировано создание самой большой в мире «Маргариты» объёмом более 32 тыс. литров.